# Orașu Nou, Satu Mare
Orașu Nou (nume anterior: Ioarăș, maghiară Avasújváros) este satul de reședință al comunei cu același nume din județul Satu Mare, Transilvania, România.